# Национална академия на науките на САЩ
Националната академия на науките на САЩ (на английски: United States National Academy of Sciences (NAS)) е водеща научна организация на САЩ, създадена на 3 март 1863 г. с акт на Конгреса, подписан от президентът Ейбрахам Линкълн.
Академията служи за „съветник на нацията по въпросите на науката, техниката и медицината“. Членовете на академията работят на обществени начала.
Сега в академията има около 2000 действителни членове и 350 чуждестранни. Сред академиците има около 200 лауреати на Нобелова награда. Новите академици се избират пожизнено, с тайно гласуване на действителните членове. Избирането за академик се приема за един от най-почетните символи на признание на научни заслуги. Дванадесет от чуждестранните членове на академията са руски учени.
Академията се ръководи от научен съвет от 12 члена под ръководството на президент. Президентът и членовете на съвета се избират за 6 години, като президентът може да бъде избран не повече от два пъти.